# Funeral de Qasem Soleimani
O Funeral de Qasem Soleimani, ocorreu de 4 a 7 de janeiro de 2020, em algumas cidades do Iraque e do Irã - incluindo Bagdá, Karbala, Najaf, Ahvaz, Mashhad, Teerã, Qom e sua cidade natal, Carmânia. A cerimônia fúnebre de Soleimani em Teerã foi descrita como "a maior do Irã desde o funeral do Grande Aiatolá Ruhollah Khomeini", fundador da República Islâmica do Irã, em 1989.

## Iraque
Em 5 de janeiro, uma procissão fúnebre para Qasem Soleimani foi realizada em Bagdá com milhares de pessoas presentes, agitando bandeiras iraquianas e da milícia e cantando "morte para a América, morte para Israel".  A procissão começou na mesquita Al-Kadhimiya em Bagdá. O primeiro ministro do Iraque, Adil Abdul-Mahdi, e os líderes das milícias apoiadas pelo Irã participaram da procissão fúnebre. Os restos de Soleimani foram levados para as cidades sagradas xiitas de Karbala e Najaf.  Segundo o G1, "dezenas de milhares participaram do ato fúnebre". 

## Mashhad e Ahvaz
A TV estatal iraniana estimou que havia milhões de pessoas em Mashhad e Ahvaz em 5 de janeiro. 

## Teerã e Qom
A CNN descreveu o número de pessoas que participaram do funeral de Teerã com "um mar de pessoas" na segunda-feira. A TV estatal iraniana divulgou estimativas de milhões de pessoas que estavam lá. Os enlutados tinham as fotos dos Soleimani em suas mãos, gritavam "abaixo dos EUA" e "morte aos EUA". Imagens de satélite mostraram que pessoas reunidas se estendiam da "Praça Azadi e por quase 6 quilômetros ao longo da rua Azadi, no centro de Teerã". Jornalistas da Associated Press estimaram "uma participação de pelo menos 1 milhão" no Teerã. O aiatolá Ali Khamenei orou pelo corpo de Soleimani durante a cerimônia fúnebre, ao lado do presidente do Irã, Hassan Rouhani, e de outras autoridades. O general Ismail Qaani chorou próximo ao caixão.

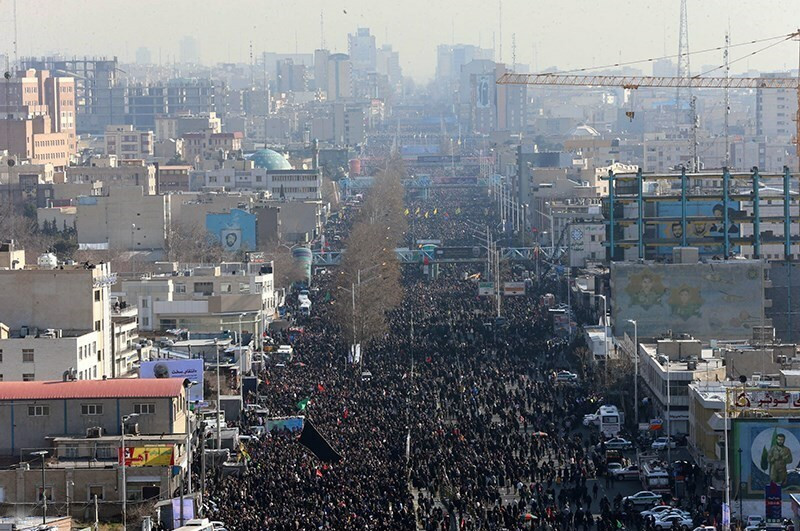
Multidão no dia 6 de janeiro no Teerã.

## Carmânia
Segundo France24, o número de pessoas que compareceram à procissão fúnebre Kerman, Teerã, Qom, Mashhad e Ahvaz foram aproximadamente o mesmo.  A BBC e a Carta Capital afirmaram que havia cânticos generalizados de "morte para a América" e "morte para Donald Trump". 
Soleimani pediu antes de sua morte para ser enterrado ao lado de seu companheiro de guerra Mohammad-Hossein Yousefollahi.   Ele pediu uma lápide simples "semelhante aos [seus] companheiros shahid" e com a inscrição "Soldado Qassem Soleimani" (سرباز قاسم سلیمانی), sem nenhum título honorífico. 
Em 7 de janeiro de 2020, ocorreu uma queda de estopa na procissão funerária de Soleimani em Kerman, matando pelo menos 56 pessoas e ferindo mais de 200. 

## Reações
Comentando as fotos das enormes multidões no funeral de Teerã, o ministro das Relações Exteriores do Irã, Javad Zarif usou o Twitter para se comunicar : "Você ainda imagina que pode quebrar a vontade desta grande nação e de seu povo? O fim da presença maligna dos EUA no oeste da Ásia já começou." 
Em texto para o jornal inglês The Guardian, o ex-presidente Luiz Inácio Lula da Silva e o ex-chanceler Celso Amorim defenderam que o "Brasil defenda o diálogo e paz"  O presidente russo, Vladmir Putin e o presidente turco Erdoğan disseram-se preocupados com a tensão entre os EUA e o Irã. 